# Kingdom of Madness
Kingdom of Madness – debiutancki album grupy Edguy. Został wydany 8 lutego 1997 roku nakładem AFM Records. 

## Lista utworów
1. Paradise – 6:24
2. Wings of a Dream – 5:24
3. Heart of Twilight – 5:32
4. Dark Symphony – 1:05
5. Deadmaker – 5:15
6. Angel Rebellion – 6:44
7. When a Hero Cries – 3:59
8. Steel Church – 6:29
9. The Kingdom – 18:23

## Twórcy

### Główni muzycy
- Jens Ludwig – gitara
- Tobias Sammet – śpiew, gitara basowa, instrumenty klawiszowe
- Dirk Sauer – gitara
- Dominik Storch – perkusja

### Muzycy dodatkowi
- Chris Boltendahl – wokal w "The Kingdom"; wokal wspierający